# Palais Barbieri
Le palais Barbieri est un palais de style Néoclassique situé sur la piazza Bra, dans le centre historique de Vérone; il abrite aujourd'hui l'hôtel de ville.

## Description
Le palais a été initialement nommé Palazzo della Gran Guardia Nuova, et a logé le personnel associé aux Forces Armées de l'occupant Autrichien. Il a été conçu par Giuseppe Barbieri et plus tard a été nommé en son honneur. La construction a commencé en 1836 et a été achevée en 1848.
Les intérieurs contiennent une grande toile (1595) de Felice Brusasorzi représentant la victoire des Véronais sur les  Benacensi en 829.
Une fresque du XIVe siècle représentant une Crucifixion et la Vierge provenant d'une maison privée a été implantée dans le mur près de l'entrée. Une salle possède des tapisseries datant du XVIe siècle. Conçue par Paolo Farinati, elle représente la Victoire des Véronais en 1164 contre Frédéric Barberousse. Le palais contient également diverses peintures de Carlo Ferrari et Eugenio Gignous.

## Galerie

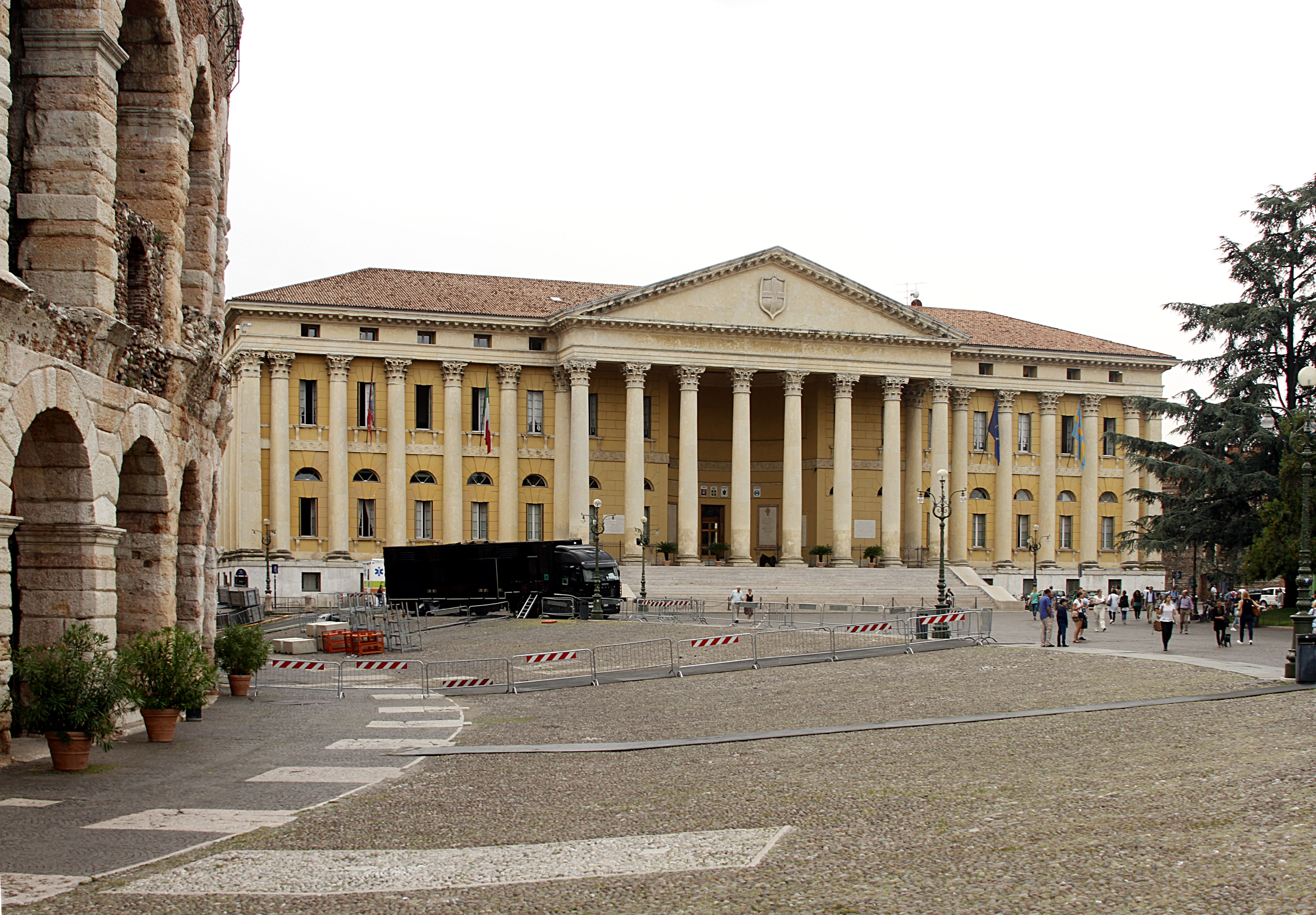
Façade néo-classique, à gauche on aperçoit l'amphithéâtre antique
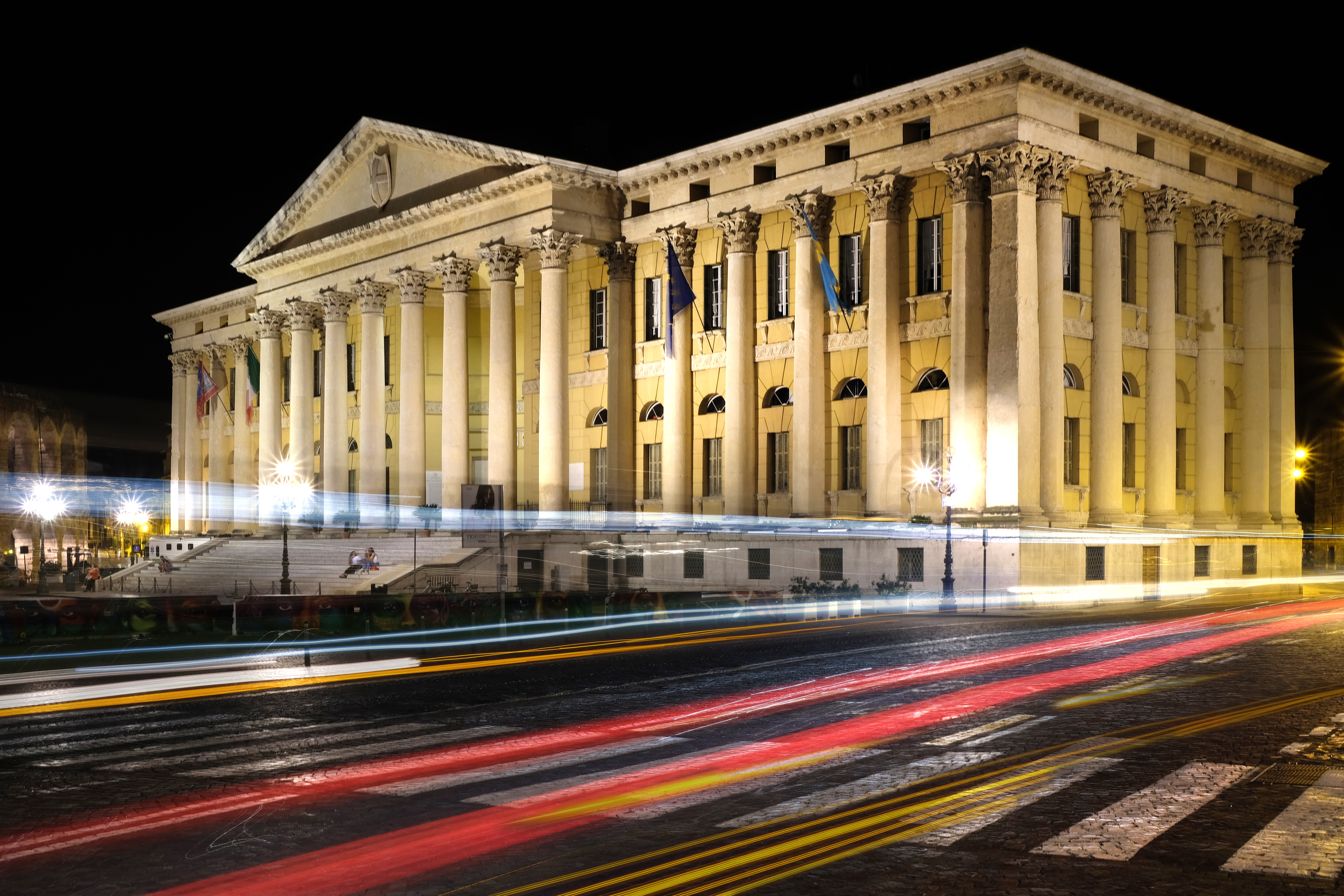
Vue de nuit
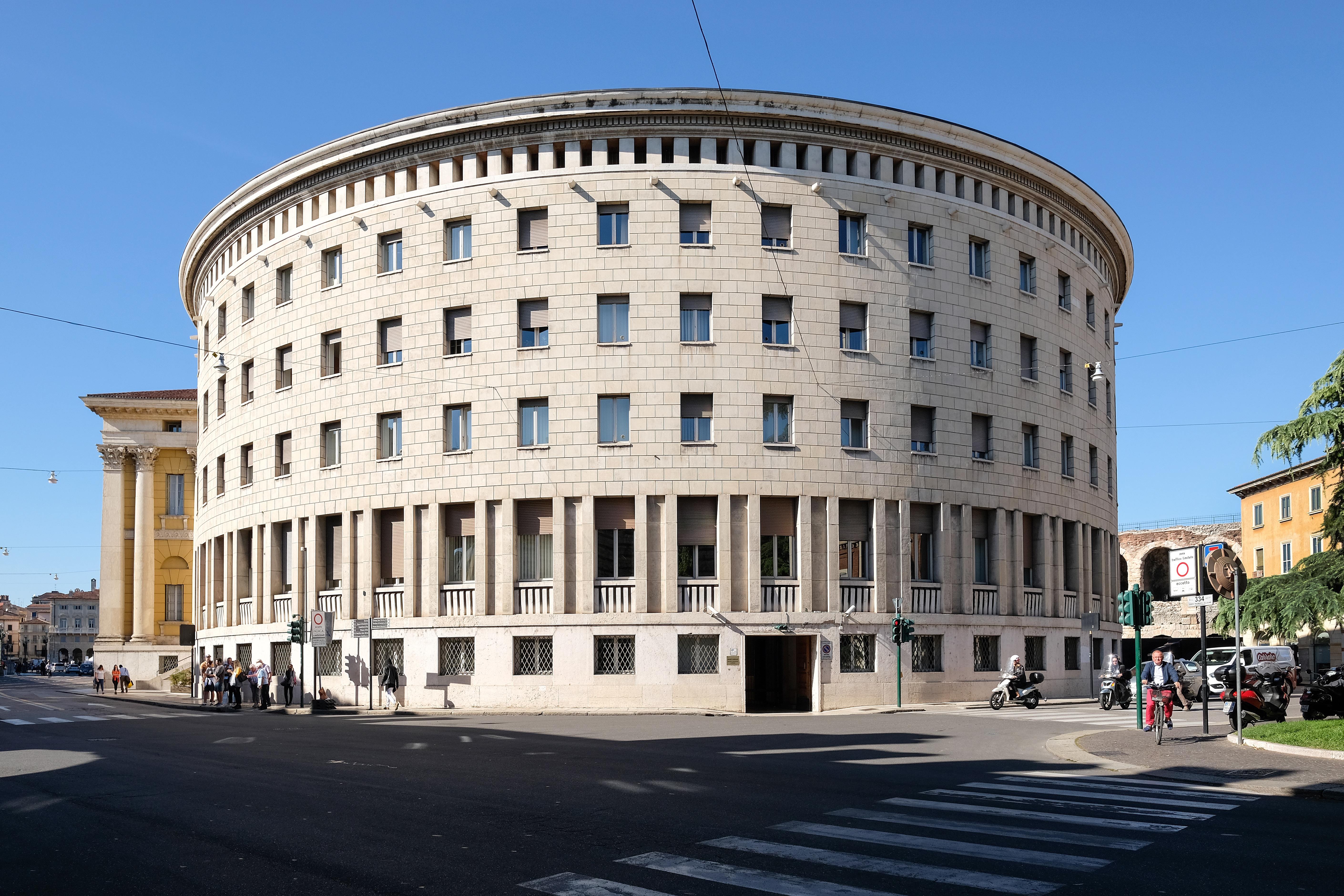
Extension moderne à l'arrière
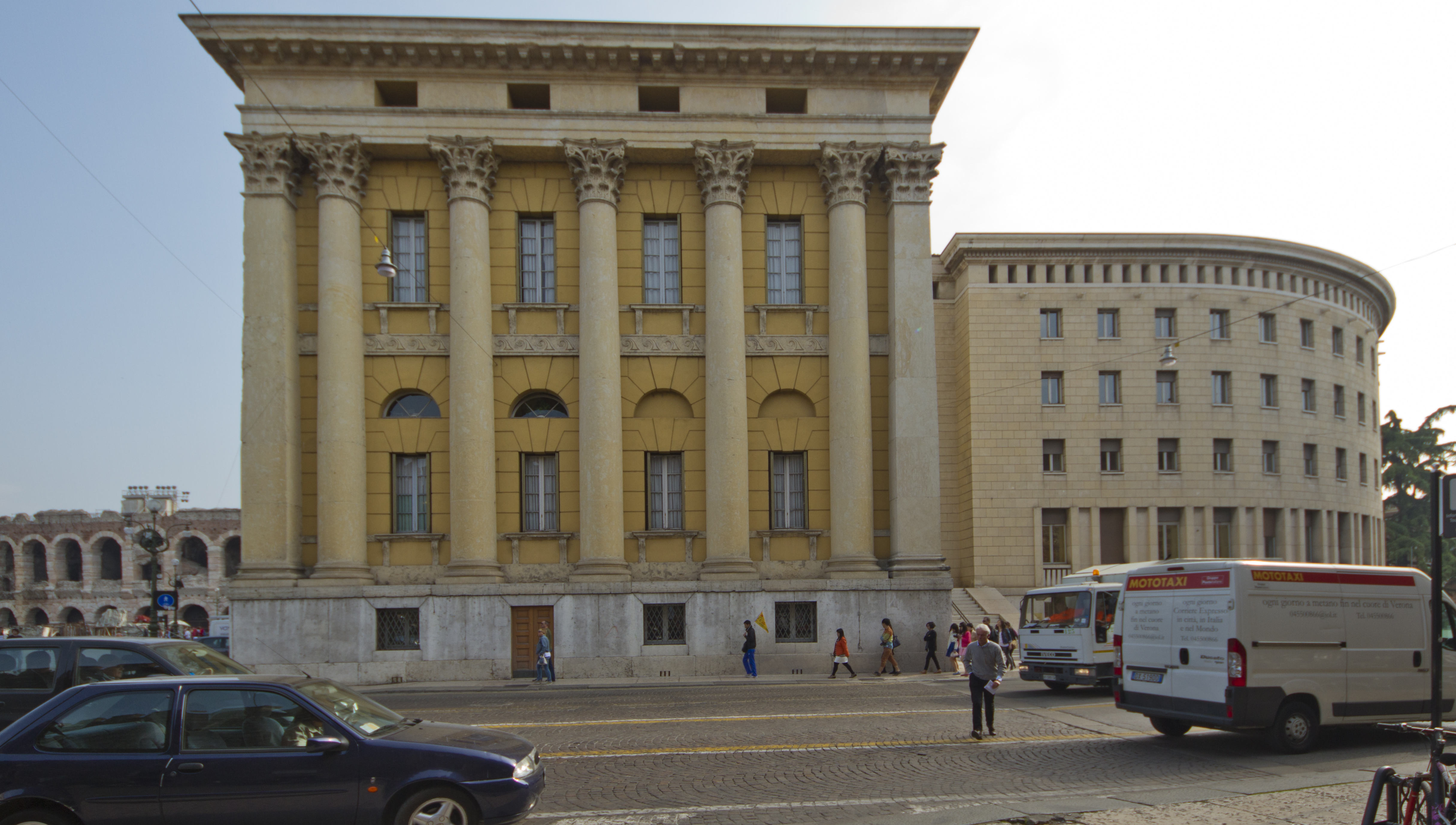
Vue de côté, avec l'extension moderne